# Contea di Daning
La contea di Daning (大宁县S, Dàníng XiànP) è una contea della Cina, situata nella provincia dello Shanxi e amministrata dalla prefettura di Linfen.